# Mistrzostwa Europy Par na Żużlu 2005
Mistrzostwa Europy Par 2005 na żużlu – cykl rozgrywek żużlowych pod auspicjami Europejską Unię Motocyklową (UEM), mający na celu wyłonienie najlepszej narodowej pary w Europie w sezonie 2005. W finale zwyciężyli Polacy Robert Kościecha, Krzysztof Kasprzak i Janusz Kołodziej.

## Półfinały

### Slany
- 7 maja 2005 - Slaný (Czechy)

| Msc | Drużyna / Zawodnik                                          | Biegi                                     | Punkty      |
| --- | ----------------------------------------------------------- | ----------------------------------------- | ----------- |
| 1   | Czechy                                                      | Czechy                                    | 29          |
| 1   | (1) Bohumil Brhel (2) Aleš Dryml (15) Lukáš Dryml           | (3,3,3,2,–,1) (1,–,2*,1*,3,3) (2*,2*)     | 12 10+2 4+2 |
| 2   | Słowenia                                                    | Słowenia                                  | 25          |
| 2   | (11) Matej Žagar (12) Izak Šantej (20) Aleš Kraljič         | (3,3,3,3,3,3) (2*,2*,0,1,1,1) -           | 18 7+2 -    |
| 3   | Łotwa                                                       | Łotwa                                     | 21          |
| 3   | (7) Ķasts Puodžuks (8) Andrejs Koroļevs (18) brak zawodnika | (1,2*,3,2*,0,0) (3,3,0,3,2,2) -           | 8+2 13 -    |
| 4   | Rosja                                                       | Rosja                                     | 20          |
| 4   | (3) Siemion Własow (4) Denis Gizatullin (16) Renat Gafurow  | (-,2,–,2*,–,3) (0,1*,2,–,0,2*) (2,1*,3,2) | 7+1 5+2 8+1 |
| 5   | Holandia                                                    | Holandia                                  | 16          |
| 5   | (5) Jannick de Jong (6) Rene van der Welle (17) Kaj de Jong | (2,3,t,2,3,3) (0,0,–,–,2*,–) (1,0,0)      | 13 2+1 1    |
| 6   | Czechy II                                                   | Czechy II                                 | 11          |
| 6   | (9) Jan Hlacina (10) Tomáš Suchánek (19) brak zawodnika     | (0,0,1,0,0,1*) (1,1,3,1,1,2) -            | 2+1 9 -     |
| 7   | Ukraina                                                     | Ukraina                                   | 7           |
| 7   | (13) Petro Wełesyk (14) Serhij Senko (21) brak zawodnika    | (1,d,w,ns,ns,ns) (0,1,2,1,1,1) -          | 1 6 -       |

### Krško
- 8 maja 2005 - Krško (Słowenia)
- Zawody odwołano

## Finał
- 12 czerwca 2005 - Gdańsk (Polska)

| Msc | Drużyna / Zawodnik                                                | Biegi                                  | Punkty      |
| --- | ----------------------------------------------------------------- | -------------------------------------- | ----------- |
| 1   | Polska                                                            | Polska                                 | 29          |
| 1   | (1) Robert Kościecha (2) Krzysztof Kasprzak (15) Janusz Kołodziej | (2*,2*,3,2*,3,–) (3,3,1,3,–,3) (2*,2*) | 12+3 13 4+2 |
| 2   | Czechy                                                            | Czechy                                 | 27          |
| 2   | (5) Bohumil Brhel (6) Aleš Dryml (17) Lukáš Dryml                 | (2*,2*,2,2*,2*,3) (3,3,0,3,3,2*) -     | 13+4 14+1 - |
| 3   | Słowenia                                                          | Słowenia                               | 20          |
| 3   | (13) Izak Šantej (14) Matej Žagar (21) brak zawodnika             | (0,2*,2*,u,0,2*) (1,3,3,3,1,3) -       | 6+3 14 -    |
| 4   | Węgry                                                             | Węgry                                  | 15          |
| 4   | (9) Sándor Tihanyi (10) Norbert Magosi (19) brak zawodnika        | (3,1,1,3,1,0) (0,3,0,2*,0,1) -         | 9 6+1 -     |
| 5   | Niemcy                                                            | Niemcy                                 | 14          |
| 5   | (3) Christian Hefenbrock (4) Mathias Schultz (16) Tobias Kroner   | (0,1,2*,1,2*,1) (1,0,3,0,3,0) -        | 7+2 7 -     |
| 6   | Włochy                                                            | Włochy                                 | 10          |
| 6   | (7) Emiliano Sanchez (8) Andrea Maida (18) Simone Terenzani       | (1,2,1,2,–,–) (0,–,–,t,0,3) (0,0,1,)   | 6 3 1       |
| 7   | Łotwa                                                             | Łotwa                                  | 10          |
| 7   | (11) Andrejs Koroļevs (12) Ķasts Puodžuks (20) Nikołaj Kokin      | (1*,1,d,–,–,–) (2,0,1,0,1,1*) (1,u,2)  | 2+1 5+1 3   |